# Rareș-Tudor Pop
Rareș Tudor Pop (n. 29 noiembrie 1980, Câmpia Turzii, Cluj, România) este un deputat român, ales în 2016 și în 2020. În ambele legislaturi a fost membru în Comisia pentru Sănătate și Familie, iar din 2021 este Președintele Comisiei de Sport și Tineret din Camera Deputaților. 
Tudor Pop a făcut parte din membrii societății civile care au ales să se alăture premierului Dacian Cioloș în mandatul său de un an de zile la conducerea Guvernului României. Pentru început a fost consilier la Cancelaria Prim Ministrului și ulterior l-a însoțit pe Cristian Ghinea la Ministerul Fondurilor Europene din poziția de Șef de Cabinet. Principalele proiecte în care a fost implicat din poziția ocupată la Cancelaria Prim Ministrului au fost: ”Pachetul Anti-Sărăcie”, ”Pachetul pentru Dezvoltarea Clasei de Mijloc la Sate” și programul ”Fiecare copil la grădiniță”. 
În cadrul activității desfășurate pentru Pachetul Anti-Sărăcie, Tudor Pop a avut o contribuție importantă în programul de electrificare a locuințelor fără acces la rețeaua de electricitate. La Pachetul pentru Dezvoltarea Clasei de Mijloc la Sate a contribuit alături de Cristian Ghinea și Daniela Giurcă la pachetul de politici publice care a fost lansat în 21 martie 2016.
În programul “Fiecare copil la grădiniță” a făcut parte din echipa care s-a ocupat de negocierile și dezbaterile inter-ministeriale pentru normele de implementare ale legii aferente. Programul a căpătat un cadru legislativ de funcționare la nivel național printr-o Hotărâre de Guvern emisă în luna ianuarie 2016.
Activitatea sa la Ministerul Fondurilor Europene a fost centrată pe restructurarea activității instituționale și operaționalizarea priorităților ministerului. A fost implicat direct în proiectul dedicat găsirii finanțării electrificării a 10.000 de locuințe fără curent din România și a colaborat la găsirea soluțiilor necesare, care au fost ulterior cuprinse în Memorandumul pentru fondurile Norvegiene 2014-2021 (semnat din partea României de către ministrul Cristian Ghinea la data de 13.10.2016, România fiind prima țară care a semnat acest memorandum în noul exercițiu financiar).
Înainte de a face parte din administrația publică, Tudor a activat în cadrul societății civile și a dezvoltat un proiect de succes ”HaicuBicla”, pe care l-a și transformat într-un ONG local, care a ajutat la încurajarea utilizării bicicletei ca mijloc de transport curent în mediul urban. Ca o continuare firească a activităților sale, Tudor a coordonat și instalarea în București, în 2016, a șapte stații de self service pentru bicicliști.
Printre proiectele continuate din calitatea de consilier și care au legătură cu activitatea sa anterioară, Tudor a ajutat și susținerea proiectului ”Rețeaua Națională de Trasee Cicloturistice”. Tot din activitatea sa în cadrul societății civile, Tudor a inițiat și proiectul ”București, muzeu în aer liber”.
Activitatea parlamentară
Tudor Pop este deputat de București la al doilea mandat și în prezent vicepreședinte al Comisiei pentru Tineret și Sport, după ce timp de mai bine de un an a ocupat poziția de președinte. În actualul mandat a depus un proiect pentru deschiderea terenurilor sportive din curțile școlilor pentru copii și a accelerat procesul de adoptare a noii Legi a Tineretului, aceasta urmând a fi votată de Parlament în această sesiune, după o întârziere de aproape 3 ani.
Militează pentru o cheltuire echitabilă a banului public în sport, astfel încât mișcarea amatoare în raport cu cea profesionistă, respectiv copiii/juniorii să fie sprijiniți adecvat. În același registru, consideră că este nevoie de mai mult sprijin din partea autorităților publice pentru înființarea de centre de tineret la nivel local. Un sector de tineret este puternic în măsura în care reușește să ofere servicii de calitate beneficiarilor săi.   
Din 2016 este membru în Comisia pentru Sănătate și Familie, calitate în care a inițiat mai multe proiecte, printre care „ Stop Nosocomiale!”, proiect pentru prevenirea și reducerea infecțiilor intraspitalicești devenit între timp lege, Legea nr.3/2021.
Un alt proiect al său devenit lege este cel privind transparentizarea deconturilor CNAS. Adoptarea acestui proiect reprezintă o victorie importantă în lupta cu corupția din sistemul de sănătate din România.
Creșterea accesului la serviciile medicale de specialitate pentru populația vulnerabilă și izolată s-a concretizat în 2020 în legea Caravanelor Medicale. O nouă inițiațivă depusă anul acesta, Legea Asistenței Medicale Mobile, vine să consolideze acest demers de a aduce medicii mai aproape de pacienții cu acces precar sau inexistent la servicii medicale.
Cele mai importante proiecte legislative inițiate și adoptate (2016 - prezent)

#### Caravana cu Medici
O propunere care recunoaște și stimulează voluntariatul medical în zonele vulnerabile din mediul rural. Programul include un set de analize și un examen clinic general pe care toți pacienții ar trebui sa îl facă anual, dar și programe de screening specializate pe diferite afecțiuni. Pe termen lung, această inițiativă legislativă va constitui baza unui program național de evaluare generală anuală a sănătății celor care trăiesc în mediul rural.

#### Stop Nosocomiale – Lege privind prevenirea, diagnosticarea și tratamentul infecțiilor asociate asistenței medicale din unitățile medicale și din centrele rezidențiale din România – Legea nr. 3/2021[9]
Infecțiile nosocomiale reprezintă principala amenințare la adresa siguranței pacienților internați. Proiectul propune un cadru legal care să asigure investiții în infrastructură – secții de boli infecțioase și laboratoare de microbiologie funcționale, soluții pentru finanțarea pregătirii și formării adecvate a personalului medical specializat, decontarea îngrijirilor pacienților diagnosticați cu astfel de infecții, finanțarea activităților legate de prevenirea infecțiilor nosocomiale.

#### Accesul asiguraților din sănătate la decontările efectuate în numele lor
Cum sunt cheltuite contribuțiile noastre la Sănătate și cum putem opri măcar o parte din banii care se scurg în buzunarele Mafiei din Sănătate? În acest sens, am depus o propunere legislativă prin care pacienții vor putea să își acceseze direct dosarul electronic din sistemul informatic al Casei Naționale de Asigurări de Sănătate. Astfel, cetățenii vor putea vedea exact ce decontări s-au făcut în numele lor și pot reclama posibile fraude făcute în numele lor. 
Inițiative legislative aflate pe circuitul parlamentar
Asistența medicală mobilă - Proiect de Lege pentru completarea Legii nr.95/2006 privind reforma în domeniul sănătății - PL-x 493/2021 - adoptat în unanimitate în plenul Camerei deputaților
Inițiativa legislativă introduce un nou Titlu în legea sănătății și este pasul următor după adoptarea Legii Caravanelor medicale. Noul concept de asistență medicală se va îmbunătăți accesul pacienților la serviciile de sănătate în zonele lipsite de infrastructură medicală, iar în funcție de nevoile identificate în comunități se poate ajunge la crearea unor adevărate ambulatorii mobile, ce pot acoperi o paletă mai largă de servicii medicale de specialitate. Asistența medicală mobilă oferă servicii pentru prevenție și profilaxie, screening al celor mai prevalente afecțiuni medicale, dar și un control medical periodic general sau de specialitate. Caravanele medicale vor putea fi realizate de către spitalele județene sau de către alte spitale, policlinici, ambulatorii, cabinete medicale individuale aflate  în contract cu casa de asigurări de sănătate, iar serviciile oferite în cadrul acestora vor putea fi decontate.

Sport în curtea școlii - Proiect de Lege pentru modificarea art.6 alin.(9) din Legea educației fizice și sportului nr.69/2000 - PL-x nr. 450/2021- adoptat de Parlamentul României, atacat la CCR de către Guvernul României
Proiectul de lege prevede accesul gratuit al copiilor și tinerilor la terenurile de sport din curtea școlilor și din bazele sportive publice, în afara programului școlii și cu respectarea activităților derulate de școală. E o inițiativă legislativă care dă drepturi cetățeanului și care întărește cadrul legal pe baza căruia autoritățile locale pot acționa în sensul redeschiderii terenurilor de sport din curtea școlii către publicul larg.
Propunere legislativă pentru completarea articolului 181 din Legea educației fizice și sportului nr.69/2000 - BP703/2021
Proiectul de lege vizează creșterea cuantumului alocat finanțării din bani publici a segmentului de copii și juniori cu minim 35% din valoarea totală a fondurilor publice alocate de autoritățile locale și centrale pentru finanțarea activității sportive a seniorilor.
Grupuri parlamentare de prietenie
Face parte din patru grupuri de prietenie cu Parlamentele altor state: Grupul parlamentar de prietenie cu Republica Arabă Siriană; Grupul parlamentar de prietenie cu Republica Guineea; Grupul parlamentar de prietenie cu Republica Kazahstan; Grupul parlamentar de prietenie cu Malaezia.